# Antonio Lucifero (politico)
Il marchese Antonio Lucifero di Aprigliano (Crotone, 1830 – Crotone, 1899) è stato un politico e nobile italiano, già sindaco di Crotone dal 1873 al 1874 e commissario straordinario della città nel 1875.

## Biografia
Nativo di Crotone, appartenne al ramo dei Lucifero, una delle più antiche famiglie nobili della ricca borghesia crotonese. Si sposò con la nobildonna Teresa Capocchiano, dal quale ebbe tre figli: Alfonso, Armando e Alfredo.
Nel 1873 fu sindaco di Crotone, succedendo a Gaetano Morelli e rimanendo in carica per un anno, fino al commissariamento della città affidato al giurista Gennaro Avarelli. Nel 1875 riassunse per un breve periodo la guida della città in qualità di commissario straordinario, venendo poi sostituito nello stesso anno da Demetrio Pirozzi fino alla nomina definitiva del nuovo sindaco, il deputato massone Raffaele Lucente.
Nel 1881 fu ispettore agli scavi archeologici nella zona di Crotone e nell'area situata a Capo Colonna.
Morì a Crotone nel 1899.